# Президентская библиотека-музей Джона Ф. Кеннеди
Библиотека им. Джона Ф. Кеннеди — президентская библиотека и музей 35-го президента США Джона Ф. Кеннеди. 13 декабря 1964 года архитектором был единогласно избран Бэй Юймин. После многих лет промедления и задержек, строительство началось в 1977 году. Более 36 миллионов человек внесли взносы, окупившие стоимость строительства, которое завершилось в 1979 году. На церемонии открытия библиотеки президент Джимми Картер официально посвятил её Джону Кеннеди. Библиотека является хранилищем (англ. The Ernest Hemingway Collection) самого крупного в мире архива документов и вещей, касающихся жизни и творчества американского писателя Эрнеста Хемингуэя.

## История
После убийства Джона Фицджеральда Кеннеди, его вдова Жаклин Кеннеди объявила, что создаваемая в честь него библиотека не должна стать «просто хранилищем документов и реликвий прошлого»:
Она будет и очень важным центром образования, обмена и мысли, который будет расширяться и изменяться со временем… Я надеюсь, что в будущем библиотека Кеннеди станет не только памятником президенту Кеннеди, а живым центром исследований того времени, когда он жил, центром, который будет воспламенять идеалы демократии и свободы у молодых людей по всему миру.
13 декабря 1964 года семья Кеннеди объявила, что Юймин Бэй был единогласно выбран подкомитетом в качестве архитектора библиотеки.
Библиотека и музей являются частью системы Президентской библиотеки, которая находится в ведении Управления Президентских библиотек, входящего в Национальное управление архивов и документации (НАРА).

## Коллекция Хемингуэя
В библиотеке также хранится коллекция документов и вещей американского писателя Эрнеста Хемингуэя. Коллекция была создана в 1968 году после обмена письмами между вдовой Хемингуэя Мэри и Жаклин Кеннеди. В результате они пришли к соглашению, что архив Хемингуэя будет храниться в создаваемом музее. Этому способствовало то, что в 1961 году, несмотря на запрет США на поездки на Кубу, администрация президента Кеннеди разрешила Мэри Хемингуэй поехать туда, чтобы потребовать от революционных властей документы и вещи её недавно умершего мужа. Помещение для коллекции было открыто 18 июля 1980 года Патриком Хемингуэем и Жаклин Кеннеди-Онассис.
Коллекция Эрнеста Хемингуэя охватывает всю карьеру Хемингуэя и включает, как сообщается, «девяносто процентов существующих рукописных материалов Хемингуэя, что делает библиотеку Кеннеди главным мировым центром исследований» его жизни и творчества. Она включает в себя:
- Более 1000 авторских рукописей, в том числе наброски романа «И восходит солнце» и десятки написанных вручную альтернативных концовок «Прощай, оружие».
- Тысячи писем, написанных Хемингуэем или адресованных ему, в том числе переписку с другими писателями, такими как Шервуд Андерсон, Карлос Бейкер, Джон Дос Пассос, Уильям Фолкнер, Фрэнсис Скотт Фицджеральд, Роберт Фрост, Марта Геллхорн, Джеймс Джойс, Арчибалд Маклиш, Эзра Паунд и Гертруда Стайн, а также актрисой Марлен Дитрих, кардиналом Фрэнсисом Спеллманом, издателем Чарльзом Скрибнером, его редактором Максвеллом Перкинсом и его адвокатом Альфредом Райсом.
- Более 10 000 фотографий, а также вырезок из прессы и прочих эфемерных материалов (буклеты, документы, брошюры, записки и т. д.)
- Книги из его личной библиотеки, многие с пометками.
- Картины из личной коллекции писателя.